# دانیله پادلی
دانیله پادلی (ایتالیایی: Daniele Padelli؛ زادهٔ ۲۵ اکتبر ۱۹۸۵) یک بازیکن فوتبال اهل ایتالیا است. که هم‌اکنون در باشگاه فوتبال اودینزه در پست دروازه‌بان بازی می‌کند.

## افتخارات
لیورپول
- لیگ قهرمانان اروپا: ۰۷–۲۰۰۶ (نایب قهرمان)

اینتر میلان
- سری آ(۱): ۲۱–۲۰۲۰
- لیگ اروپا: ۲۰–۲۰۱۹ (نایب قهرمان)

## باشگاهی
از باشگاه‌هایی که در آن بازی کرده‌است می‌توان به کومو، سمپدوریا، کروتونه، لیورپول، پیزا، آولینو، باری، اودینزه، تورینو و اینتر میلان اشاره کرد.